# Caspar Veldkamp
Caspar Cornelis Johannes Veldkamp (Etten en Leur, 23 april 1964) is een Nederlands politicus, diplomaat en bestuurskundige. Sinds 2 juli 2024 is hij namens Nieuw Sociaal Contract (NSC) minister van Buitenlandse Zaken in het kabinet-Schoof. Daarvoor was hij vanaf 6 december 2023 lid van de Tweede Kamer.

## Biografie
Voordat hij de politiek in ging, diende Veldkamp onder andere als ambassadeur in Israël (2011-2015) en Griekenland (2015-2019) en was hij bewindvoerder bij de EBRD in Londen (2020-2023).
In 2023 stond hij op plaats 4 van de NSC-kandidatenlijst voor de Tweede Kamerverkiezingen, en werd hiermee verkozen. Als Tweede Kamerlid was Veldkamp partijwoordvoerder voor het buitenlands beleid, vreemdelingenzaken en migratie.

## Minister
Op 2 juli 2024 werd Veldkamp minister van Buitenlandse Zaken in het kabinet-Schoof. Als het hoofdlijnenakkoord wordt uitgewerkt tot een regeerakkoord is er op 13 september 2024 over het onderwerp Israël op zijn verzoek een zin toegevoegd met betrekking tot het internationaal recht en de humanitaire noden in de Gazastrook. Hij maakte in mei 2025 naam met een voorstel (dat binnen de EU 'the Caspar proposal' ging heten) om de gevechtshandelingen van Israël in Gaza kritisch te onderzoeken, op basis van voorwaarden uit het associatieverdrag van de EU met Israël. Zijn voorstel werd door een onverwacht grote meerderheid van de lidstaten gesteund, waarna de Europese Commissie een onderzoek hiernaar in moest stellen.
- Parlement.com: vm6ue1vs29vu